# Schneider B16 Saint Chamond
A teljes nevén Schneider B16 Saint Chamond harckocsit Franciaországban 1916-1917 között gyártották. (A B16 jelzet a Schneider-féle harckocsik évszám-jelzéséből ered.)

## Felépítése
Feltűnő és egyedi alakját annak köszönheti, hogy a küzdőtér a benne elhelyezett 75 mm-es löveggel és négy géppuskával elöl foglalt helyet. Sem sebessége, sem terepjáró képessége nem felelt meg a kor követelményeinek, mégis 1917 végéig 400 darabot gyártottak belőle.
Különleges hibridhajtással rendelkezett, mivel a beépített benzinmotor áramfejlesztőket hajtott, amely a közvetlenül a keréktengelyekre szerelt elektromotorokat látta el. Ez a hibrid-hajtás rendkívül rossz hatásfokú, egyetlen előnye a kétoldali láncok független meghajtása volt, aminek következtében akár helyben fordulásra is képes. Az ötlet a második világháborúban is előkerült, a Porsche-féle VK3001 eredeti tervei szerint ugyanilyen hajtásrendszert kapott volna.

## Egyéb adatai
- Üzemanyagtartály: 250 l
- Lőszerjavadalmazás: löveghez 106 db, GPU-hoz 7500 db.